# Pëtr Vasil'evič Kireevskij
Pëtr Vasil'evič Kireevskij (Mosca, 11 febbraio 1808 – Mosca, 25 ottobre 1856) è stato uno scrittore russo.
Fratello del più celebre Ivan Vasil'evič Kireevskij, fu affascinato in maniera determinante dal Romanticismo e dallo slavofilismo.
La sua unica opera, edita postuma, fu la raccolta Canti raccolti da Pëtr Vasil'evič Kireevskij (1874). 